# Плед (покривало)

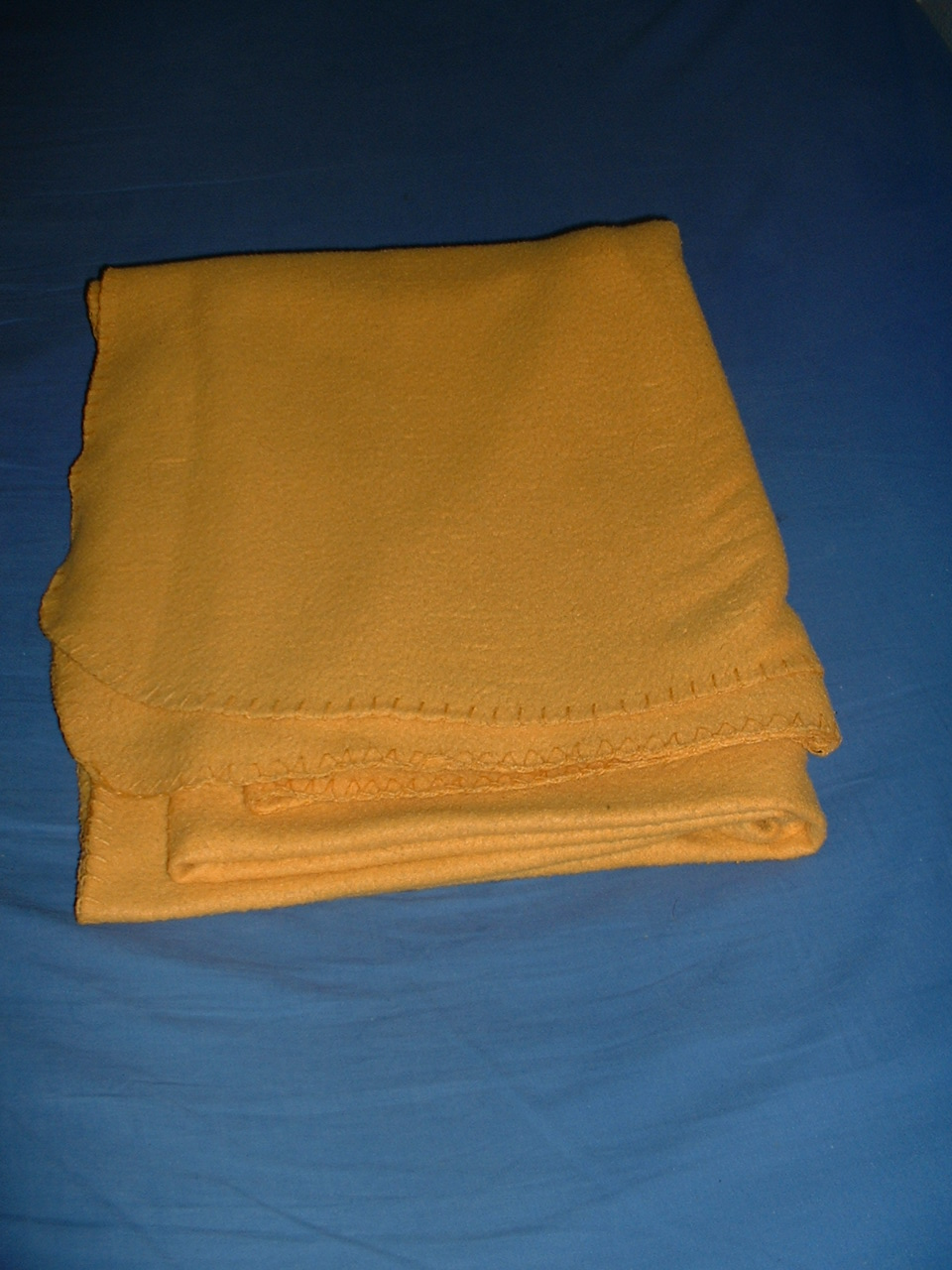
Плед

Плед

Плед (від шотл. plaid) — щільне вовняне або напівшерстяне покривало; використовується як дорожня ковдра тощо.